# Паллавичини, Гвидо
Гвидо Паллавичини (итал. Guido Pallavicini, ум. 1237 г.) — крестоносец итальянского происхождения. Участник Четвёртого крестового похода. После его окончания — маркграф Водоницы на Балканах, один из первых феодальных властителей-латинян в средневековой Греции.

## Биография

### Ранняя военная и политическая карьера
Гвидо происходил из знатной семьи родом из Ломбардии на севере Апеннинского полуострова, чьи наследственные владения располагались в районе между Пармой, Пьяченцей и Кремоной. В 1203 году Гвидо присоединился к Четвёртому крестовому походу. Британский медиевист XX века У. Миллер описал причину этого словами «поскольку дома каждый простолюдин мог подать на него в суд».
Во время 4-го крестового похода (1202—1204) входил в состав ломбардской свиты маркграфа Бонифация I Монферратского. Осенью 1204 года последний направился на запад для основания Фессалоникийского королевства. Гвидо сопровождал его в этом походе. В дальнейшем Бонифаций организовал наступлению на юг, а сопровождавший его Гвидо получил должность смотрителя стратегически важного перевала Фермопилы. В качестве своей резиденции он остановился в небольшом поселении Бодоница. Он возвёл замок на месте, где располагались руины древнегреческого акрополя. С него открывался отличный обзор на гавань залива Малиакос. Здесь Гвидо основал одноимённый маркизат, чьи границы находились между Афинским герцогством и Зетуни. Последний находился под частичным контролем Гвидо. Согласно морейской хронике, уже во времена Гвидо контроль над маркизатом перешёл к Гильому I де Шамплиту. Впрочем, в историографии более достоверной считается излагаемая венецианским историком Марино Санудо, который заявил, что это произошло лишь во времена Жоффруа II де Виллардуэна (1229—1246). Хроника также сообщает о том, что Гвидо принимал участие в осаде Акрокоринфа, подконтрольного греку Льву Сгуру.
В 1207 году Бонифаций I Монферратский погиб в бою против Второго Болгарского царства. Его преемником стал его сын Деметрий Монферратский, на тот момент бывший ещё малолетним. Гвидо и его брат, которого скорее всего звали Рубино, стали лидерами дворянского мятежа против нового короля и его матери, Маргит Венгерской. Бароны ломбардского происхождения выступили на стороне маркиза Монферратского Вильгельма VI, брата короля, однако на стороне последнего выступил император латинян Генрих I Фландрский, которому удалось перехитрить своих соперников и в 1208 году короновать Деметрия. В ответ на произошедшее ломбардцы подняли восстание по всей территории королевства. Тогда Генрих I силой оружия начал прорубать себе путь на юг. Тех баронов, что сдавались ему в плен, он щадил и оставлял их вотчины нетронутыми. Гвидо остался одним из последних из тех, что сопротивлялся власти императора латинян. Он укрылся в акрополе Кадмее в Фивах вместо того, чтобы отправиться на гуманный суд Первого парламента в Равеннике в 1209 году. Из-за продолжавшегося сопротивления лорда император приступил к подготовке осады акрополя, однако до её окончания ломбардские бароны подписали акт капитуляции. Они сохранили свои владения, однако перестали быть независимыми властителями, став вассалами латинян.
Как и у большинства латинских правителей Греции, отношения с церковью в собственных владениях у Гвидо были натянутыми. Он передал крепость Зетуни ордену рыцарей-тамплиеров, однако при этом присвоил себе имущество католического епископства на Фермопилах, а также нерегулярно и небрежно выплачивал положенную ему церковную десятину. Из-за этого он, формально скорее всего не являясь участником Второго парламента в Равеннике, ратифицировал конкордат, что был направлен на регулировку отношений между церковью и отдельными священнослужителями.

### После падения Фессалоникийского королевства
Хотя восстание ломбардских баронов оказалось безуспешным, силы Фессалоникийского королевства были разобщены и подорваны. Многие из баронов отказались служить новому королю и покинули Балканы, отправившись на родину. Королевство, оставшись без значительной части армии и знати, стало бессильно перед натиском греческого осколка Византии, Эпирского царства. Первый из царей Михаил I Комнин Дука и его брат и преемник Феодор покорили большую часть центральной Греции, Фессалии и Македонии. К 1221/22 году Фессалоникийское королевство оказалось зажато в клещи и отрезано Эпиром от латинян, как от империи на востоке, так и от Ахейского княжества на Пелопоннесе. В поисках поддержки король направился на Апеннины, назначив Гвидо своим байли для королевы Маргариты и Деметрия Младшего. Находясь на этой должности, Гвидо принял решение ратифицировать ещё один конкордат, признав имущественные права латинской церкви во владениях.
В качестве байли Гвидо командовал обороной Фессалоник от наступавших эпиротов. Тем временем Вильгельм VI Монферратский активно начала призывать к новому крестовому походу против греков, однако этого не случилось, и летом 1222 года в Фессалоники прибыла лишь небольшая группировка под командованием графа Бьяндрате в Ломбардии Умберто II. Новый властитель латинян Роберт де Куртене также обещал прибыть на помощь и даже успел напасть на эпирский Сере, однако помощь эпиротам пришла со стороны Никейской империи, император которой, Иоанн III Дука Ватац, нанёс сокрушительное поражение латинянам в битве при Пиманионе. Из-за этого Фессалоники остались без внешней поддержки. Долго удерживать город Гвидо не смог, в связи с чем сдал его в декабре того же 1224 года. Феодор вскоре освободил большинство пленников, в том числе и Гвидо.
В конце концов эти события превратили небольшой маркизат в буферное государство между латинянами на юге Балкан и территориями к северу, что грекам уже удалось отбить. На тот момент Бодоница стала приютом для латинских беженцев из покорённых противником регионов. Когда Фессалоники окончательно пали папа Римский Гонорий III призвал прочих франков помочь Бодонице сохранить латинскую власть. Пока Гвидо содержали в плену, город оставался без лидера. Латиняне юга собрали 1300 иперпир, однако от падения Бодоницу спасли выстроенные ранее сильные укрепления. Кроме этого помощь ей оказал запоздалый, но всё же начавшийся новый крестовый поход на Грецию с целью вновь отбить Фессалоники у православных. Последний отправился с Апеннин в марте 1225 года, и вскоре добрался до Алмироса. Однако крестовый поход потерпел неудачу из-за болезней, под которую попал и Вильгельм VI, из-за чего остатки католиков покинули Балканы. Несмотря на это, крестоносцы всё же смогли удержать Бодоницу под властью Гвидо, так как готовясь к обороне Феодор не стал наступать на крепость.

### Смерть и семья
Своё завещание Гвидо составил 2 мая 1237 года. Точная дата его смерти неизвестна, хотя скорее всего, он скончался вскоре после этого, так или иначе оставаясь одним из последних живых участников Четвёртого похода. Основным наследником стал Убертино, сын Гвидо от Сибиллы из Бургундии, двоюродной сестры Ги I де ла Роша, герцога Афин. Помимо сына у Гвидо было две дочери. Одна из них, Амабилия, стала супругой Аццо VII д’Эсте, маркиза Феррары, а вторая, Изабелла, сменила брата на посту маркизы. В 1286 году она скончалась, не оставив потомков, что привело к наследственному спору между её супругом, неизвестным по имени, и Томмазо Паллавичини, племянником Гвид. В развернувшейся борьбе Томмазо взял замок и стал новым правителем маркизата.